# Hochrangiges Politisches Forum für Nachhaltige Entwicklung
Das Hochrangige Politische Forum für Nachhaltige Entwicklung (HLPF, engl.: High-level Political Forum on Sustainable Development) der Vereinten Nationen ist das entscheidende UN-Gremium zur Abstimmung der globalen Nachhaltigkeits-Politik. An den Sitzungen des HLPF nehmen alle UN-Mitgliedsstaaten teil. Das Gremium wird auch als UN-Nachhaltigkeitsforum bezeichnet.

## Historie
Die Schaffung des HLPF war eines der zentralen Ergebnisse der Konferenz der Vereinten Nationen über nachhaltige Entwicklung (Rio+20), die im Juni 2012 stattfand und hat die UN-Nachhaltigkeitskommission (CSD, engl.: Commission on Sustainable Development) abgelöst.

## Aufgaben
Im Juli 2013 legte die UN-Generalversammlung in Resolution A/67/290 die organisatorische Ausgestaltung des HLPF fest. Des HLPF soll demnach die folgenden Aufgaben übernehmen:
- zum Thema nachhaltige Entwicklung innerhalb der Vereinten Nationen die politische Führungsrolle übernehmen
- Empfehlungen für nachhaltige Entwicklung aussprechen
- eine verbesserte Integration der drei Dimensionen nachhaltiger Entwicklung (Umwelt, Soziales, Ökonomie) sicherstellen
- den Austausch von „best practices“, Erfahrungen und Hemmnissen bei der Umsetzung nachhaltiger Entwicklung fördern und erleichtern
- die Umsetzung der Verpflichtungen im Bereich nachhaltiger Entwicklung überprüfen:[2]

- Rio-Deklaration
- Agenda 21
- Johannesburg-Aktionsplan (verabschiedet auf dem Weltgipfel für nachhaltige Entwicklung 2002, WSSD, engl.: World Summit on Sustainable Development)
- Ergebnisdokument der Rio+20 Konferenz

Im Jahr 2016 kam als weitere Aufgabe hinzu, unter der Schirmherrschaft des Wirtschafts- und Sozialrates der Vereinten Nationen (ECOSOC, engl.: United Nations Economic and Social Council) die Umsetzung der eingegangenen Verpflichtungen zu prüfen, insbesondere der Agenda 2030. Diese Prüfungen mit Teilnahme hochrangiger Regierungsvertreter sind freiwillig.

## Sitzungen
Das HLPF tagt:
- alle vier Jahre für zwei Tage auf Ebene der Staats- und Regierungschefs im Rahmen der Eröffnung der Generalversammlung
- jährlich für acht Tage, darunter während drei Tagen auf Ministerebene, im Rahmen der Arbeitstagung des Wirtschafts- und Sozialrats der Vereinten Nationen (ECOSOC)

Am Ende beider Treffen steht jeweils eine ausgehandelte politische Erklärung, die das ECOSOC der UN-Generalversammlung vorlegt.
Sitzungstermine:
- Am 24. September 2013 hat das HLPF die Arbeit aufgenommen.[14]
- Vom 7. bis 9. Juli 2014 tagte das HLPF nach einer einwöchigen Arbeitssitzung erstmals auf Ministerebene, um über die Arbeitsweise des HLPF ab 2016 zu diskutieren.[15][16]
- Vom 6. bis 8. Juli 2015 tagte das HLPF auf Ministerebene, nachdem Gespräche auf Arbeitsebene zur künftigen Arbeit des HLPF stattgefunden hatten.[17][18]
- Vom 11. bis 20. Juli 2016 tagte das HLPF auf Ministerebene unter dem Motto Niemand zurücklassen.[19]

U. a. berichteten 22 Länder auf freiwilliger Basis über die nationale Umsetzung der SDG-Ziele: Ägypten, China, Deutschland, Estland, Finnland, Frankreich, Georgien, Kolumbien, Madagaskar, Mexico, Marokko, Montenegro, Norwegen, Philippinen, Korea, Samoa, Schweiz, Sierra Leone, Togo, Türkei, Uganda und Venezuela.

## Vertreter aus Deutschland
Die Federführung für das HLPF wird in der Bundesregierung vom Bundesministerium für Umwelt, Naturschutz, Bau und Reaktorsicherheit (BMUB) und vom Bundesministerium für wirtschaftliche Zusammenarbeit und Entwicklung (BMZ) gemeinsam wahrgenommen.
UN-Jugenddelegierte (auch: Jugenddelegierte für Nachhaltige Entwicklung) begleiten die deutsche Regierungsdelegation zu den Sitzungen des HLPFs nach New York. Sie lobbyieren dort im Umfeld der Vereinten Nationen für die Interessen ihrer Generation, für die ein zügiges Vorankommen im Prozess der Nachhaltigen Entwicklung eine besondere Bedeutung hat. Amtsträger waren u. a. Rebecca Freitag (2017–2019) und Felix Kaminski (2018–2020), Johannes Wagner (2016–2018), Jasmin Burgermeister (2015–2017) und Rupert Heindl (2014–2016).